# WWE Survivor Series (2016)
Die 30. WWE Survivor Series 2016 war eine Wrestling-Veranstaltung der WWE, die als Pay-per-View und auf dem WWE Network ausgestrahlt wurde. Sie fand am 20. November 2016 im Air Canada Centre in Toronto, Ontario, Kanada statt. Es war die 30. Austragung der Survivor Series seit 1987. Die Veranstaltung fand zum ersten Mal überhaupt in Kanada statt.

## Hintergrund
Im Vorfeld der Veranstaltung wurden acht Matches angesetzt, davon zwei für die Pre-Show. Diese resultierten aus den Storylines, die in den Wochen vor dem Royal Rumble bei Raw und SmackDown Live, den wöchentlichen Shows der WWE, gezeigt wurden. Für die Show wurden, dem Namen der Veranstaltung entsprechend, drei klassische Fünf-gegen-Fünf-Survivor-Series-Matches (je eines für Damen, Herren und die Tag Teams) angesetzt. Hauptkampf der Veranstaltung wurde ein Singles-Match zwischen Brock Lesnar und dem nach zwölf Jahren zur WWE zurückkehrenden Goldberg.

## Ergebnisse

### Übersicht
| Matchart                                               | |                 | | Zeit  |
| ------------------------------------------------------ | --- | --------------- | --- | ----- |
| Sechs-Mann-Tag-Team-Match (Pre-Show-Match)             | Noam Dar, Rich Swann & T. J. Perkins | bes.            | Ariya Daivari, Drew Gulak & Tony Nese | 11:50 |
| Singles-Match (Pre-Show-Match)                         | Kane | bes.            | Luke Harper | 09:10 |
| Survivor-Series-Match                                  | Team Raw (Alicia Fox, Bayley, Charlotte Flair, Nia Jax & Sasha Banks)                                                                                     | bes.            | Team SmackDown Live (Alexa Bliss, Becky Lynch, Carmella, Naomi & Natalya) | 17:34 |
| Singles-Match um die WWE Intercontinental Championship | The Miz (C) | bes.            | Sami Zayn | 14:09 |
| Survivor-Series-Tag-Team-Match                         | Team Raw (Big Cass & Enzo Amore, Cesaro & Sheamus, Karl Anderson & Luke Gallows, The New Day (Big E & Kofi Kingston) & The Shining Stars (Epico & Primo)) | bes.            | Team SmackDown Live (American Alpha (Chad Gable & Jason Jordan), Breezango (Fandango & Tyler Breeze), Heath Slater & Rhyno, The Hype Bros (Mojo Rawley & Zack Ryder) & The Usos (Jey Uso & Jimmy Uso)) | 18:44 |
| Singles-Match um die WWE Cruiserweight Championship    | The Brian Kendrick (C) | bes. (durch DQ) | Kalisto | 12:13 |
| Survivor-Series-Match                                  | Team SmackDown Live (AJ Styles, Bray Wyatt, Dean Ambrose, Randy Orton & Shane McMahon)                                                                    | bes.            | Team Raw (Braun Strowman, Chris Jericho, Kevin Owens, Roman Reigns & Seth Rollins) | 53:08 |
| Singles-Match                                          | Goldberg | bes.            | Brock Lesnar | 01:25 |

### Survivor-Series-Match (Damen)
| Name            | Team           | Eliminiert als | Eliminiert durch | Zeit  | Eliminierungen |
| --------------- | -------------- | -------------- | ---------------- | ----- | -------------- |
| Carmella        | SmackDown Live | 01.            | Alicia Fox       | 06:19 | 0              |
| Alicia Fox      | Raw            | 02.            | Alexa Bliss      | 06:42 | 01             |
| Naomi           | SmackDown Live | 03.            | Auszählen        | 08:18 | 0              |
| Sasha Banks     | Raw            | 04.            | Natalya          | 09:57 | 0              |
| Natalya         | SmackDown Live | 05.            | Charlotte Flair  | 11:37 | 01             |
| Nia Jax         | Raw            | 06.            | Becky Lynch      | 13:17 | 0              |
| Alexa Bliss     | SmackDown Live | 07.            | Charlotte Flair  | 13:49 | 01             |
| Becky Lynch     | SmackDown Live | 08.            | Bayley           | 17:34 | 01             |
| Bayley          | Raw            | 0–             | Survivor         | 17:34 | 01             |
| Charlotte Flair | Raw            | 0–             | Survivor         | 17:34 | 02             |

### Survivor-Series-Match (Tag Teams)
| Tag Team                                   | Team           | Eliminiert als | Eliminiert durch             | Zeit  | Eliminierungen |
| ------------------------------------------ | -------------- | -------------- | ---------------------------- | ----- | -------------- |
| Fandango & Tyler Breeze (Breezango)        | SmackDown Live | 01.            | The New Day                  | 00:37 | 0              |
| Big E & Kofi Kingston (The New Day)        | Raw            | 02.            | The Usos                     | 01:02 | 01             |
| Mojo Rawley & Zack Ryder (The Hype Bros)   | SmackDown Live | 03.            | Karl Anderson & Luke Gallows | 05:08 | 0              |
| Epico & Primo (The Shining Stars)          | Raw            | 04.            | American Alpha               | 08:09 | 0              |
| Chad Gable & Jason Jordan (American Alpha) | SmackDown Live | 05.            | Karl Anderson & Luke Gallows | 10:38 | 01             |
| Karl Anderson & Luke Gallows               | Raw            | 06.            | Heath Slater & Rhyno         | 12:27 | 02             |
| Heath Slater & Rhyno                       | SmackDown Live | 07.            | Big Cass & Enzo Amore        | 12:47 | 01             |
| Big Cass & Enzo Amore                      | Raw            | 08.            | The Usos                     | 13:25 | 01             |
| Jey Uso & Jimmy Uso (The Usos)             | SmackDown Live | 09.            | Cesaro & Sheamus             | 18:44 | 02             |
| Cesaro & Sheamus                           | Raw            | 0–             | Survivor                     | 18:44 | 01             |

### Survivor-Series-Match (Herren)
| Name           | Team           | Eliminiert als | Eliminiert durch     | Zeit  | Eliminierungen |
| -------------- | -------------- | -------------- | -------------------- | ----- | -------------- |
| Dean Ambrose   | SmackDown Live | 01.            | Braun Strowman       | 16:09 | 0              |
| Braun Strowman | Raw            | 02.            | Auszählen            | 21:14 | 01             |
| Kevin Owens    | Raw            | 03.            | Disqualifikation     | 29:26 | 0              |
| Chris Jericho  | Raw            | 04.            | Randy Orton          | 30:21 | 0              |
| Shane McMahon  | SmackDown Live | 05.            | Ringrichterentscheid | 37:09 | 0              |
| AJ Styles      | SmackDown Live | 06.            | Seth Rollins         | 46:15 | 0              |
| Seth Rollins   | Raw            | 07.            | Bray Wyatt           | 49:46 | 01             |
| Roman Reigns   | Raw            | 08.            | Bray Wyatt           | 53:08 | 0              |
| Randy Orton    | SmackDown Live | 0–             | Survivor             | 53:08 | 01             |
| Bray Wyatt     | SmackDown Live | 0–             | Survivor             | 53:08 | 02             |